# Karnov Group
Karnov Group är en affärsinformations- och utbildningskoncern inom juridik, skatt, ekonomi och offentlig förvaltning. Mest kända produkterna är rättsdatabasen JUNO, Sveriges Rikes Lag, Nytt Juridiskt Arkiv (Avd. I och II), Karnovs lagsamling, de djupa lagkommentarerna  i Blå och Gula Biblioteket, Karnov Lagkommentarer, Lexino, rödvita serien (Institutet för Rättsvetenskaplig Forskning), JUNO Kommun och Avtalsguiden. 
Verksamheten grundades 1979 och hette tidigare Thomson Reuters Professional efter att den dåvarande Thomsonkoncernen (nuvarande Thomson Reuters) förvärvade bolaget 1993. Karnov Group Sweden AB är en del av den skandinaviska koncernen Karnov Group, som 2012 köptes av GMT Private Equity och 2015 av Five Arrows Principal Investments.
I oktober 2017 meddelades att Karnov Group hade förvärvat delar av Wolters Kluwers svenska juridiska verksamhet, och Norstedts Juridik ingår sedan dess i Karnov Group.
Sedan den 11 april 2019 är Karnov Group noterat på Stockholmsbörsen och återfinns där på Mid Cap-listan under kortnamnet ”KAR”. I april 2022 var bolagets fem största aktieägare Swedbank Robur Fonder, Invesco, Carnegie Fonder, Fjärde AP-fonden och Columbia Threadneedle.